# Indonesia International 2010
Die Indonesia International 2010 im Badminton fanden vom 27. bis zum 31. Juli 2010 in Surabaya statt.

## Sieger und Platzierte
| Disziplin    | Gold                                   | Silber                             | Bronze                                          |
| ------------ | -------------------------------------- | ---------------------------------- | ----------------------------------------------- |
| Herreneinzel | Alamsyah Yunus                         | Andre Kurniawan Tedjono            | Evert Sukamta                                   |
| Herreneinzel | Alamsyah Yunus                         | Andre Kurniawan Tedjono            | Ari Trisnanto                                   |
| Dameneinzel  | Rosaria Yusfin Pungkasari              | Bellaetrix Manuputty               | Fransisca Ratnasari                             |
| Dameneinzel  | Rosaria Yusfin Pungkasari              | Bellaetrix Manuputty               | Sylvinna Kurniawan                              |
| Herrendoppel | Muhammad Ulinnuha Berry Angriawan      | Rahmat Adianto Andrei Adistia      | Ardiansyah Putra Rohanda Agung                  |
| Herrendoppel | Muhammad Ulinnuha Berry Angriawan      | Rahmat Adianto Andrei Adistia      | Rizki Yanu Kresnayandi Albert Saputra           |
| Damendoppel  | Della Destiara Haris Suci Rizky Andini | Komala Dewi Keshya Nurvita Hanadia | Jenna Gozali Variella Aprilsasi Putri Lejarsari |
| Damendoppel  | Della Destiara Haris Suci Rizky Andini | Komala Dewi Keshya Nurvita Hanadia | Dwi Agustiawati Ayu Rahmasari                   |
| Mixed        | Hendra Mulyono Ayu Rahmasari           | Tri Kusuma Wardana Nadya Melati    | Viki Indra Okvana Gustiani Megawati             |
| Mixed        | Hendra Mulyono Ayu Rahmasari           | Tri Kusuma Wardana Nadya Melati    | Ardiansyah Putra Devi Tika Permatasari          |